# Соломерецкий Покровский монастырь
Свято-Покровский монастырь — мужской монастырь в д. Соломоречье Минского района Белоруссии, существовавший как православный с 1558 по 1752 годы. С 1752 по 1839 годы принадлежал униатам. На сегодняшний день постройки монастыря и храма не сохранились.

## История
Основан при Покровской церкви в 1558 году, в родовом имении князей Соломерецких, где погребались их предки.
В 1576 г. на содержание монастыря князья Соломерецкие отдали два села: Боровляны и Бондачи.
В 1639 г. обитель была подчинена Кутеинскому монастырю в Орше.
В 1752 г. чесник Минский М. Голеевский, совместно с Раковскими базилианами, разогнал монахов, насильно отобрали монастырь в унию.
В XIX в. монастырь был упразднен и храм стал приходским. Уже после упразднения монастыря помещиком Володкевичем была построена новая церковь.
В 1864 г. к Соломерецкому приходу принадлежали церкви: 1) Буцевичская Петропавловская; 2) Скнаревицкая Крестовоздвиженская; 3) Ковшенская Ильинская; 4) Войшнаровская Вознесенская; 5) Роговская Георгиевская; 6) Новодворская Успенская.

## Настоятели монастыря
- иеромонах Макарий (Силич) — 1576 г.
- иеромонах Дионисий (Чехович) — 1645 г.
- иеромонах Гедеон (Шишко) — 1721 г.
- иеромонах Пафнутий — 1724 г.
- иеромонах Петр (Букоемский) — 1750 г.[1]